# (32029) 2000 JJ14
2000 JJ14 (asteroide 32029) é um asteroide da cintura principal. Possui uma excentricidade de 0.21717590 e uma inclinação de 9.47041º.
Este asteroide foi descoberto no dia 6 de maio de 2000 por LINEAR em Socorro.